# Палаєвка
Пала́євка (мокш. Цифтомаз / Полайвеле, ерз. Полай веле, рос. Палаевка) — село у складі Рузаєвського району Мордовії, Росія. Адміністративний центр Палаєвсько-Урледімського сільського поселення.

## Населення
Населення — 462 особи (2010; 479 у 2002).
Національний склад (станом на 2002 рік):
- мокшани — 92% (2002)[4]